# Winter-Universiade 2013/Teilnehmer (Brasilien)
| Gelbes Symbol für Goldmedaillen mit stilisierten Olympischen Ringen | Graues Symbol für Silbermedaillen mit stilisierten Olympischen Ringen | Braundes Symbol für Bronzemedaillen mit stilisierten Olympischen Ringen |
| ------------------------------------------------------------------- | --------------------------------------------------------------------- | ----------------------------------------------------------------------- |
| —                                                                   | —                                                                     | —                                                                       |

Brasilien nahm an der Winter-Universiade 2013 im Trentino mit einer Sportlerin im Ski Alpin teil.

## Teilnehmer nach Sportarten

### Winter-Universiade 2013/Ski Alpin
Frauen
- Chiara Marano
Riesenslalom: 46. Platz, 2:05.13
Slalom: DNS, 2. Lauf